# BlackRock Throgmorton Trust
BlackRock Throgmorton Trust plc ist eine britische Investmentgesellschaft mit Sitz in London. Die Vorgängergesellschaft war The Throgmorton Trust. Sie wurde 1962 gegründet und 2008 von BlackRock übernommen.
Das Ziel des Unternehmens ist die Erzielung von Kapitalwachstum durch Investitionen in Wertpapiere von kleineren und mittelgroßen britischen Unternehmen, die an der Londoner Börse gehandelt werden. Neben einem an Aktien orientierten Portfolio kann das Unternehmen auch etwa 30 % seines Vermögens in einem Portfolio von Differenzkontrakten (CFD) und/oder vergleichbaren Aktienderivaten halten. Das Unternehmen investiert in verschiedene Sektoren, darunter Industriewerte, Verbraucherdienstleistungen, Finanzdienstleister, Technologie, Grundstoffe, Gesundheitswesen und Telekommunikation.
Im Dezember 2023 beliefen sich die verwalteten Mittel auf insgesamt 620,4 Mio. Pfund.
Der Fondsmanager des Trusts ist Dan Whitestone von BlackRock Investment Management (UK).
Das Unternehmen ist an der Londoner Börse gelistet und Teil des FTSE 250 Index.